# Szczaki
Szczaki – wieś sołecka w Polsce położona w województwie mazowieckim, w powiecie piaseczyńskim, w gminie Piaseczno. Leży ok. 30 km od centrum Warszawy. 
Na terenie Szczak znajdują się trzy duże kompleksy Pracowniczych Ogródków Działkowych, razem prawie 3 tys. ok. 400-metrowych działek. Ich obecność decyduje o charakterze wsi. 
W Szczakach na pętli autobusowej POD Szczaki, znajduje się targowisko działające z zimową przerwą. 
Wieś szlachecka położona była w drugiej połowie XVI wieku w powiecie tarczyńskim ziemi warszawskiej województwa mazowieckiego. W latach 1975–1998 miejscowość administracyjnie należała do województwa warszawskiego.

## Komunikacja
Do Szczaków można dojechać dwoma liniami autobusowymi:
- Linią ZTM 728 na trasie P+R Al.Krakowska – Złotokłos[9],
- Linią komunikacji gminy Piaseczno L3 na trasie PKP Piaseczno - Jastrzębiec[9].